# 2024年10月伊朗空袭以色列
當地時間2024年10月1日，伊朗两度向以色列发射了約200枚弹道导弹，是2024年伊朗—以色列衝突中规模最大的一次袭击。伊朗称本次导弹袭击代号为“真實承諾（True Promise）2”行動。這是伊朗對以色列的第二次直接攻擊，第一次是在2024年4月。
伊朗宣稱此次行動為「自衛」行為，目的是報復以色列在德黑蘭暗殺哈馬斯領袖伊斯梅爾·哈尼亞、真主黨總書記哈桑·納斯魯拉及伊朗伊斯蘭革命衛隊將軍阿巴斯·尼爾福魯尚。雖然此次攻擊比2024年4月時更加有效地削弱以色列的防空系統，但似乎並未造成大範圍的破壞。以色列表示已成功攔截大部分導彈，並無損其空軍作戰能力。美國海軍和約旦方面也分別報告已攔截導彈。此次攻擊造成2人死亡，一名巴勒斯坦男子被導彈碎片砸死，另一名以色列男子則間接喪生。另有4名巴勒斯坦人、2名以色列人及2名約旦人輕傷。
內蓋夫的內瓦提姆空軍基地遭受20至32枚導彈襲擊，機庫和滑行道損壞。另有導彈擊中特拉諾夫空軍基地、蓋代拉鎮一所學校及靠近特拉維夫北部的以色列情報部門摩薩德和8200部隊總部周邊區域，導致多戶住宅及一間餐館受損。以色列媒體被禁止報導具體的受擊地點。分析人士推測，以色列已將內瓦提姆的保護優先度降低，認為「修復受損的機庫或跑道的成本遠低於使用箭矢反彈道導彈攔截器的開支。」此次空擊中，伊朗使用了法塔赫高超音速彈道導彈及城堡破壞者導彈。
以色列总理本雅明·内塔尼亚胡表示，伊朗犯下了一个大错误，而且伊朗将为此付出代价，且伊朗的襲擊已被挫敗。美國承諾將對伊朗採取「嚴厲措施」，並保證與以色列協調以確保伊朗面臨應有的後果。伊朗最高領袖阿里·哈梅內伊表示，伊朗對以色列的軍事行動，只是對以色列「最小限度的懲罰」，如果有必要，伊朗將繼續這類行動。伊朗當局聲稱，所攻擊的目標是參與以色列—哈馬斯戰爭的相關單位。時任敘利亞總統巴沙爾·阿薩德表示伊朗的反击是对以色列持续侵略的有力回应。

## 背景
10月7日，以色列—哈馬斯戰爭爆發。哈馬斯領導的武裝組織在襲擊中殺害1139名以色列人，而以色列則殺害41000名巴勒斯坦人，其中大部分為婦女和兒童。10月8日，真主黨聲援巴勒斯坦人參戰，並承諾若以色列停止對加沙的攻擊，真主黨將停止攻擊以色列。在戰爭期間，伊朗多次指責以色列在加沙進行種族滅絕，並警告若不停止戰爭罪行，將面臨「深遠的後果」。

### 先前在伊朗與以色列的襲擊事件
4月1日，以色列飛機空襲位於大馬士革的伊朗領事館，導致2名伊朗將軍、7名伊斯蘭革命衛隊官員，以及一名敘利亞女子和她的孩子喪生。伊朗於4月13日發動報復攻擊，動用了游盪彈藥、巡航導彈和彈道導彈打擊以色列。這次行動由伊朗伊斯蘭革命衛隊領導，並與多個伊朗支持的伊斯蘭民兵合作。伊朗共發射約170架無人機、30多枚巡航導彈及超過120枚彈道導彈，攻擊目標包括以色列及戈蘭高地。
以色列表示，這次防禦行動代號為「鐵盾」，成功攔截99%的來襲武器，其中大部分在尚未進入以色列領空時已被攔截。美國、英國、法國和約旦的空軍也協助攔截部分導彈。導彈對內蓋夫的內瓦提姆空軍基地造成輕微損害，但該基地仍維持運作。以色列境內，一名兒童因導彈碎片受傷，另有31人在逃往避難所途中受輕傷或因焦慮接受治療。此次襲擊被認為是有史以來最大規模的無人機襲擊企圖，伊朗的空襲行動受到聯合國、多國領袖及政治分析員的批評，他們警告此舉恐將引發全面的地區性戰爭。
以色列於2024年4月18日對伊朗進行有限的報復性空襲。據報導指，以色列摧毀一處保護納坦茲核設施的防空雷達站，藉此顯示以色列有能力對伊朗進行打擊，同時避免進一步加劇緊張情勢。
2024年7月31日，哈馬斯政治領袖伊斯梅爾·哈尼亞在伊朗首都德黑蘭疑似被以色列暗殺。伊朗外交部發言人納賽爾·卡納尼譴責這一暗殺行動，並表示哈尼亞的「鮮血不會白流」。

### 中東地區局勢升溫
2024年9月，真主黨與以色列的衝突出現重大升溫，該衝突起源於2023年哈馬斯於10月7日對以色列的襲擊之後，10月8日伊朗支持的真主黨襲擊以色列。在2024年9月內，真主黨遭遇重大挫敗，不僅削弱其作戰能力，更導致多名領導人喪生，其中包括9月17日和18日真主黨手持通信設備的爆炸事件，以及9月20日真主黨精銳部隊拉德萬部隊指揮官易卜拉欣·阿吉爾的暗殺。以色列空軍空襲還針對真主黨在黎巴嫩南部的軍事基地、指揮中心、跑道和武器儲藏處。這些挫敗在9月27日達到頂峰，當天真主黨總書記哈桑·納斯魯拉和包括南黎巴嫩指揮官阿里·加拉奇在內的多名高層指揮官，在貝魯特達希耶郊區的地下總部遭到以色列空襲擊殺。納斯魯拉被擊斃，對伊朗主導的「抵抗軸心」構成重大打擊。該網絡由伊朗支持的代理伊斯蘭武裝組織構成，長期針對以色列及中東地區的西方利益。9月29日，《紐約時報》報導指出，伊朗官員正討論如何應對納斯魯拉之死。
在抵抗軸心與以色列的衝突中，哈馬斯指揮結構遭受重創，被迫轉入游擊戰。胡塞運動的補給線被切斷，而真主黨則蒙受嚴重損失，損失範圍涵蓋大部分高層領導、多位中層指揮官及大量伊朗提供的導彈庫存。這些發展大幅減少伊朗及其代理勢力對以色列構成的威脅，並損害伊朗的整體威懾力。
數天後，2024年10月1日，以色列展開對黎巴嫩南部的地面行動。據以色列國防軍所述，此次行動旨在拆除真主黨武裝及其基礎設施，以解除對以色列北部平民社區的威脅。

## 空襲

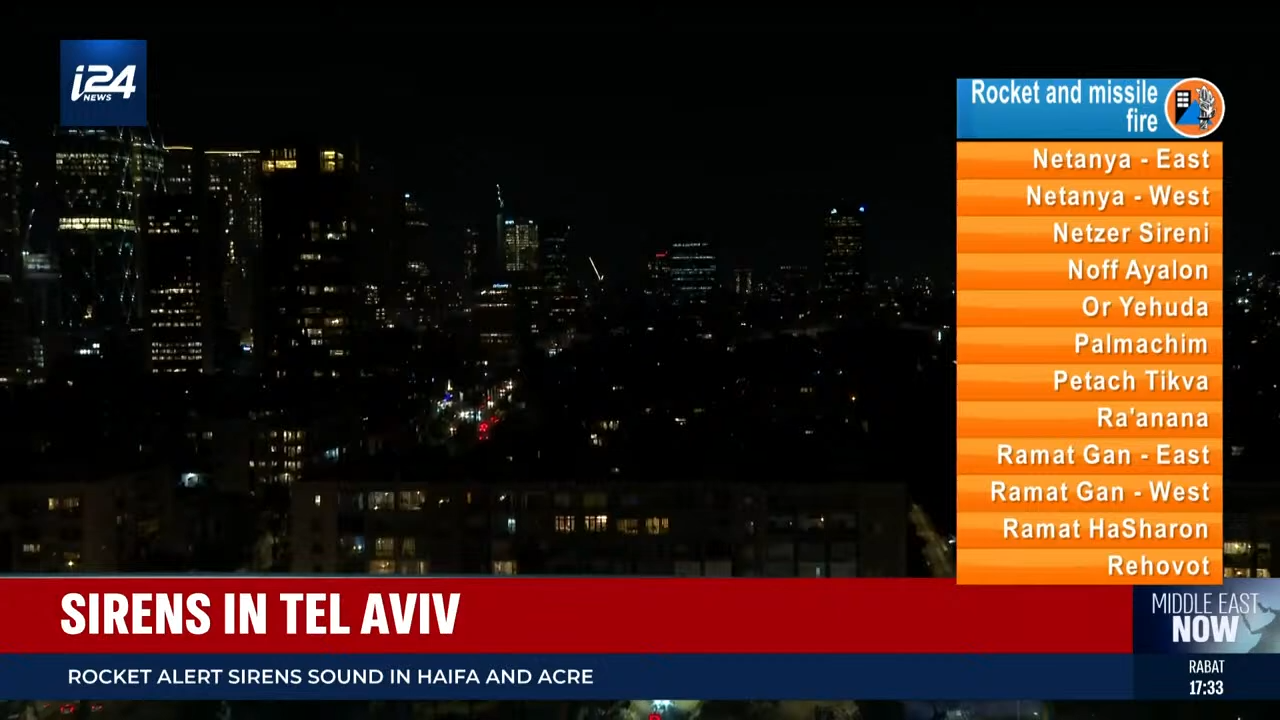
i24NEWS廣播空襲期間出現螢幕警報

據報導指，在襲擊發動的數小時前，伊朗通知阿拉伯國家，然而這次的警告時間顯著短於4月時發出的72小時預警。美國在襲擊發生前數小時警告伊朗可能襲擊，但聲明並未接到來自伊朗的直接警告。一位美國官員向路透社表示：「伊朗對以色列的直接軍事攻擊將給伊朗帶來嚴重後果。」五角大廈匿名官員指出，駐中東的美軍在事件中未遭攻擊。
以色列國防軍報告稱，伊朗至少分兩波發射約200枚導彈，包括法塔赫系列超高音速導彈。與2024年4月的巡航導彈及無人機相比，彈道導彈顯著更難以攔截。伊朗的發射地點包括大不里士、卡尚及德黑蘭郊區。根據一名伊朗高層官員稱，伊朗最高領袖阿亞圖拉阿里·哈梅內伊下達對以色列發射導彈的命令，並躲藏在安全地點指揮。伊朗在國家電視上承認發動襲擊，並警告這只是「第一波」，但未詳述更多內容。一名美國高層官員透露，部分導彈未能發射或未能進入以色列領空。
一名以色列平民因襲擊引發的壓力和焦慮導致心臟病發死亡，另有兩名以色列平民受輕傷。多名耶利哥的巴勒斯坦人被火箭碎片擊傷，而一名37歲巴勒斯坦男子薩米·阿薩利在耶利哥被導彈攔截後的碎片擊中身亡，事件被閉路電視記錄。
影像顯示部分導彈被成功攔截，部分命中目標。以色列國防軍表示，在襲擊期間，以色列空軍的運行能力未受影響，飛機、防空系統和空中交通管制正常運作。導彈或其碎片在特拉維夫、迪莫納、霍拉、霍德沙龍、貝爾謝巴及里雄萊錫安等地落下。傑寧附近的巴勒斯坦村莊沙努爾也發現了碎片。據以色列公共廣播公司和以色列新聞有限公司報導指，位於以色列中部的霍德沙龍遭爆炸影響，約有100戶住宅受損。一枚導彈落在特拉維夫北部的空地，損壞一家餐廳，另有一枚在蓋代拉的哈巴德學校留下大坑。
經CNN地理定位影片顯示，大量伊朗火箭擊中內瓦提姆空軍基地。伊朗媒體宣稱摧毀數架以色列最先進的飛機，但未提供證據。據信儲存以色列核彈的特拉諾夫空軍基地也遭到多枚彈道導彈襲擊，至少一次引發可能因儲存彈藥而發生的殉爆。以色列摩薩德總部遭到攻擊但未受損害，最近的導彈落在500米外。以色列國防軍審查部門在某些情況下禁止媒體公開導彈命中地點及損害程度。《華盛頓郵報》影片分析顯示，至少有24枚伊朗導彈突破防空系統，擊中或降落在三個情報和軍事目標，包括20次直接命中內瓦提姆空軍基地及3次襲擊特拉諾夫空軍基地。專家估計有32枚導彈擊中內瓦提姆基地，部分落在停放F35機棚附近，但未造成基地重大損害。行星實驗室衛星圖像顯示一棟建築被毀、一座混凝土機棚受損及多處彈坑。此外，兩枚導彈擊中特拉維夫附近摩薩德總部區域。《華盛頓郵報》指出此次伊朗襲擊的成功度超越4月的攻擊。事後衛星圖像顯示內瓦提姆基地四處命中，其中一顆導彈在南跑道附近的機棚屋頂留下破洞，另一顆導彈擊中基地道路。以色列國防軍表示，伊朗導彈損壞了空軍基地的「辦公建築及其他維修區域」，但無士兵、武器或飛機受損。
伊朗宣稱其發射的部分導彈擊中加沙內扎里姆走廊的以色列據點，該地區在空襲時哈馬斯武裝份子正與以色列國防軍戰鬥。
以色列國防軍報告稱攔截了「大量」導彈。五角大廈發言人派崔克·S·賴德確認美國海軍驅逐艦發射約十枚攔截導彈。國家安全顧問傑克·沙利文提到其他美國「夥伴」協助阻止此次攻擊，但未說明具體是哪個夥伴。約旦則聲稱其防空系統攔截飛越領空的導彈和無人機。

## 反應
在襲擊發生後，以色列、伊拉克和約旦立即關閉了各自的空域。以軍向以色列安全內閣報告，其在耶路撒冷的地堡中緊急召開會議。
由於空域關閉，各航空公司改變飛行路線。法國航空則展開調查，因為一架由巴黎飛往杜拜的客機在伊朗導彈飛行期間飛越伊拉克空域，且飛行員表示看到導彈。塞浦路斯總統尼科斯·赫里斯托祖利季斯召開國家安全委員會緊急會議，討論局勢發展，並啟動「東方」計劃，以便將應需求撤離的外國公民從黎巴嫩和以色列撤出。[109][110]

### 相關國家

#### 伊朗
負責伊朗戰略事務的副總統穆罕默德·賈瓦德·扎里夫表示，伊朗有權對以色列在伊朗領土上的襲擊自衛，並指責西方國家助長「以色列在加沙的種族滅絕」，默許「以色列對伊朗、巴勒斯坦、黎巴嫩、敘利亞、也門及區域內其他國家的侵略」。伊朗外交部長進一步指出，此次導彈襲擊僅針對「負責種族滅絕的軍事及安全設施」。
據伊斯蘭革命衛隊表示，伊朗警告稱若以色列報復，將遭遇「毀滅性打擊」。據報導指，哈梅內伊在空襲時處於安全地點。伊朗聲稱，其90%的導彈擊中目標，但以色列軍方對此表示異議，聲稱「大量」 導彈已被攔截。
伊朗官方媒體宣稱，襲擊中摧毀多達20架F-35戰機，且內瓦提姆空軍基地遭到嚴重損壞。
伊朗在導彈襲擊後暫停所有伊瑪目霍梅尼國際機場的航班。
在德黑蘭及其他城市，群眾揮舞著真主黨、伊朗、巴勒斯坦及黎巴嫩的旗幟，手持哈桑·納斯魯拉的肖像，慶祝此次襲擊。
哈梅內伊在10月4日於德黑蘭莫薩拉大清真寺主持星期五祈禱時，稱此次襲擊是對以色列「驚人罪行」的 「最低懲罰」。10月6日，哈梅內伊授予伊斯蘭革命衛隊航空航天部隊司令阿米爾·阿里·哈吉扎德將軍征服勳章 ，以表彰其襲擊行動。

#### 以色列
財政部長貝扎雷·斯莫特里奇評論當前局勢，表示：「就像加沙、真主黨和黎巴嫩一樣，伊朗將會懊悔這一刻。」
總理內塔尼亞胡則表示，伊朗犯下「重大錯誤」，以色列將在中東的任何地方攻擊其敵人。在襲擊期間，以色列安全內閣在耶路撒冷的地堡中召開會議。
國防軍參謀長赫齊·哈萊維表示：「我們將根據政治梯隊的指導，選擇何時追討代價，並證明我們精確而令人驚訝的攻擊能力。」
前總理納夫塔利·貝內特呼籲對伊朗核計劃採取行動。一名匿名的以色列高級安全官員呼籲對伊朗領導層採取強硬措施。

#### 美国
國家安全顧問傑克·沙利文新聞簡報中表示：「此次襲擊將會帶來嚴重後果，我們將與以色列合作確保這一點。」
國務院發言人馬修·米勒呼籲「世界各國必須共同譴責這次襲擊」。他補充道：「此次事件與伊朗的主權無關，而是因為伊朗多年來設立的恐怖組織正在削弱，這些組織曾試圖削弱並攻擊以色列。如果過去幾天在黎巴嫩或敘利亞有伊朗官員被殺，原因在於他們與恐怖領導者會晤。」
副總統賀錦麗批評伊朗的導彈襲擊為「魯莽而大膽」，指出這凸顯伊朗作為「不穩定和危險力量」的角色。她表示：「伊朗不僅威脅以色列，也對在該地區的美國人員和利益，甚至是受伊朗支持的恐怖代理人影響無辜平民導致構成風險。」她強調，美國「絕不會猶豫採取必要行動，以保護美國部隊和利益」，並「將繼續與盟友合作，打擊伊朗的侵略行為並追究其責任。」
參議員林賽·格雷厄姆呼籲將伊朗的導彈襲擊視為「轉折點」，並敦促拜登政府與以色列協調對伊朗的「壓倒性回應」，稱這是「自由世界對伊朗的關鍵時刻」。參議員馬可·魯比奧則表示，規模巨大的報復行動「肯定會發生」。

#### 巴勒斯坦
哈馬斯對伊朗革命衛隊的襲擊表示祝賀，稱其對「我們被佔領的廣大區域」的攻擊是「對佔領者持續罪行的回應，並為我們民族的英雄烈士報仇；烈士伊斯梅爾·哈尼亞、烈士哈桑·納斯魯拉和烈士阿巴斯·尼爾福魯尚的血。」

### 其他
- 阿根廷：政府譴責針對以色列的「危險且不合理的」攻擊，重申以色列有「合法自衛的權利」[132]。
- ：總理安東尼·阿爾巴尼斯譴責襲擊，稱其為「危險的升級行為」[133]。
- 中华人民共和国：外交部表示，中華人民共和國反對侵犯黎巴嫩主權和安全的行為，並反對「任何可能加劇地區衝突和緊張的行動」。外交部還指出，未能在黎巴嫩和加沙實現「全面持久的」停火是緊張加劇的「根本原因」[134]。
- 古巴：外交部在聲明中表示，哈瓦那對中東局勢深表關注，稱「猶太復國主義政權已經危害地區的穩定與安全」[135]。
- 欧盟：外交和安全政策高級代表何塞普·博雷利譴責襲擊，表示歐盟致力於保護以色列的安全[136]。
- 芬兰：外交部長埃莉娜·瓦爾托寧譴責襲擊，並呼籲雙方保持最大克制[137][138]。
- 法國：總統埃馬紐埃爾·馬克龍強烈譴責襲擊，表示法國軍隊「致力於以色列的安全」，並動員中東的軍事力量應對「伊朗威脅」[139]。
- 德国：總理奧拉夫·朔爾茨強烈譴責襲擊，認為「伊朗可能引發全區動盪」[140]。外交部長安娜萊娜·貝爾伯克以「最嚴厲的措辭」譴責此次攻擊，呼籲立即停火。她指出，伊朗「正在將地區推向更深的危機」[100]。
- 匈牙利：總理奧班·維克多譴責襲擊，並為「以色列人民的安全」祈禱[141]。
- 義大利：總理喬治亞·梅洛尼譴責襲擊，對局勢深表關注，呼籲各地區行動者負責以避免進一步升級[142]。
- 日本：首相石破茂譴責襲擊，稱其「不可接受」，並呼籲通過其他手段降溫[143]。
- 荷蘭：荷蘭外交部長卡斯帕·維爾德坎普譴責襲擊，並在電話會談中敦促伊朗外交部長阿巴斯·阿拉格齊不要進一步襲擊，強調降溫至關重要[144]。
- 朝鮮民主主義人民共和國：朝鮮中央通訊社發表支持襲擊的文章，稱這是「保護國家安全利益的正當行動，同時也是對猶太復國主義政權暗殺巴勒斯坦和黎巴嫩抵抗領袖及伊朗指揮官的報復」[145]。
- 俄羅斯：總統特使亞歷山大·拉夫倫季耶夫在與伊朗最高國家安全委員會秘書阿里·阿克巴爾·艾哈邁迪安會議中表示：「希望伊朗的回應能喚醒以色列。」外交部發言人瑪麗亞·扎哈羅娃在Telegram表示：「美國應對中東緊張局勢升級負責，總統祖·拜登的中東政策徹底失敗[146]。」
- 塞爾維亞：塞爾維亞外交部長馬爾科·杜里奇譴責襲擊，表示「塞爾維亞與猶太人民站在一起」[147]。
- ：總統尹錫悅於10月2日召開緊急會議，並下令即派軍用運輸機撤僑。還討論如何將對經濟和能源供應的影響降至最低[148]。
- 西班牙：首相佩德羅·桑切斯譴責襲擊，呼籲「停止暴力螺旋」，並再次呼籲在加沙和黎巴嫩實現停火[149]。
- 叙利亚：總統巴沙爾·阿薩德表示，此次襲擊是給以色列的「一課」[150]。
- 土耳其：總統雷傑普·塔伊普·埃爾多安說：「如同希特勒在巨大鏡中看到自己後停下來，內塔尼亞胡也會停下來[151]。」
- 联合国：秘書長安東尼奧·古特雷斯譴責「中東衝突擴大」，儘管未具體提到伊朗[100]。以色列外交部長伊斯雷爾·卡茨宣佈，因古特雷斯未譴責伊朗導彈襲擊，將禁止其入境[152]。在聯合國安理會緊急會議上，古特雷斯正式譴責襲擊，特別提到伊朗[153][154]。
- 英国：首相施紀賢譴責伊朗對以色列的「侵略」，稱英國支持以色列並承認其「自衛權」[155]。國防部長賀理安確認英軍在襲擊期間「參與以色列的防衛」[156]。
- 委內瑞拉：委內瑞拉外交部長伊萬·吉爾稱伊朗的行動基於《聯合國憲章》第51條，並指出「伊朗的導彈回應是對以色列罪行的回應」[157]。

### 媒體和倡議團體
美國以色列公共事務委員會向其支持者發送短信，要求其聯繫其代表，以支持以色列對抗伊朗。

### 伊朗公眾反應
伊朗對以色列的導彈襲擊暴露出伊朗社會內部的深層裂痕。在德黑蘭，一小群民眾聚集慶祝導彈襲擊，部分人手持真主黨總書記哈桑·納斯魯拉的海報，揮舞旗幟並高喊反以色列、反美口號。伊朗國營電視台播放慶祝音樂。儘管現場充滿歡慶氣氛，但也有人擔憂以色列與美國可能的報復，害怕衝突升級成更大規模的戰爭。
線上討論顯示，並非所有人都支持這次襲擊，許多人擔憂可能爆發戰爭，並擔心其對日常生活的影響。這次襲擊引發了對經濟不穩定的恐懼，尤其是在傳言以色列可能通過攻擊伊朗的重要石油基礎設施來報復的情況下。這一傳聞引發加油站恐慌，出現人們排隊搶購燃料的現象。此事件也削弱了對外交進展的期望，尤其是在新任伊朗總統馬蘇德·佩澤希齊揚上任後，曾一度帶來的地區緩和緊張局勢的樂觀氛圍。
這次導彈襲擊突顯伊朗民族主義者和那些擔心進一步衝突、經濟惡化以及國內改革運動受壓的民眾之間的分歧。一些伊朗人呼籲政權變革，視之為解決方案；另一些則強調解決國家未來的過程應該避免外國干涉，擔心外部介入會導致更大的混亂。

### 阿拉伯世界公眾反應
在加沙地帶的賈巴利亞和其他地區，巴勒斯坦人慶祝此次襲擊，約旦河西岸地區也燃放煙火表達支持。據報導指，一名18歲的巴勒斯坦人在圖勒凱爾姆難民營慶祝時因意外走火而喪命。
黎巴嫩貝魯特、伊拉克巴格達及也門薩那也出現支持此次襲擊的民眾慶祝場面。

## 分析
《大西洋》撰稿人阿拉什·阿齊齊認為，伊朗的導彈襲擊是最高領袖哈梅內伊為挽救政府聲譽而做出的舉措。阿齊齊指出：「德黑蘭的形象正迅速下滑，哈梅內伊似乎下定決心強化其反以色列的形象。」他進一步解釋說，這一升級對伊朗來說是一個「驚險時刻」，該國長期以來支持反對以色列與西方利益的民兵組織，但避免直接衝突。阿齊齊認為這種策略無法長久，因為伊朗的軍事力量明顯不及以色列，而其深受經濟困境的民眾也不認同該政權的反以色列態度。此外，伊朗薄弱的防空系統更使其處於脆弱境地。
歐洲新聞台報導稱，一些觀察人士將此次導彈襲擊視為一次昂貴的、精心策劃的表演，意在影響公眾情緒。報導還指出，襲擊的時間和廣泛分佈引發人們對其是否為刻意塑造輿論的猜測。
《華爾街日報》指出，導彈襲擊「意味著伊朗可能面臨著對其軍事或民用設施的毀滅性打擊，這將使其捲入與更強大敵人的升級漩渦中。」《紐約時報》報導說，伊朗發動襲擊後，「以色列似乎準備比以往更強硬、更公開地直接打擊伊朗。」博思與巴扎智庫首席執行官埃斯凡迪亞爾·巴特曼蓋利奇對《華爾街日報》表示，伊朗缺乏進行長期衝突的工業能力，無法依賴俄羅斯提供補給，因為俄羅斯需要其導彈用於烏克蘭戰爭。他指出，若以色列進行大規模報復，承受打擊而不是加劇緊張局勢將符合伊朗的利益。
戰爭研究所指出，此次襲擊可能旨在通過大量使用彈道導彈飽和以色列的防空系統，而非較為緩慢的巡航導彈。導彈的高昂成本意味著這次襲擊不大可能僅僅是為了作秀。
《經濟學人》報導指出，這次襲擊似乎是為了「通過數量優勢壓制以色列的導彈防禦系統」，但「幾乎完全失敗」，因為「大部分導彈在空中被攔截並摧毀。少數躲過了防線，但幾乎未造成任何傷亡。」該報導進一步指出，以色列可能會採取「規模更大」的報復行動，可能針對伊朗的領導人、關鍵基礎設施或油田，以進一步壓迫伊朗已瀕危的經濟。報導還指出，以色列或會襲擊伊朗的核設施，因為此地被懷疑用於核武器研發。